# 罗潜
罗潜（1911年—1995年），男，广东大埔人，中国药理学家、医学教育家，曾任中国国际文化交流中心理事。